# 岩舟人車鉄道
岩舟人車鉄道（いわふねじんしゃてつどう）とは、栃木県栃木市にある岩船山産出の石材を渡良瀬川小曽戸河岸まで運び船運で東京まで運ぶ目論みにより開設された人車鉄道、およびその運営会社である。営業は1899年（明治32年）から1916年（大正5年）。石材輸送の主役が採石場付近にも駅があった両毛線に移り廃止に至った。

## 路線データ
※運行停止時点
- 路線距離：岩舟山 - 小曽戸河岸 7.3 km
- 軌間：635 mm（2フィート1インチ）
- 駅数：?駅（起終点含む）
- 電化区間：なし（全線非電化）

## 運行形態
路線は完成したが、株主の資本金払い込みが行われず、開業まで1年待たなければならなかった。貨物専用で貨車18両で営業開始。経営は順調のように思われたが、経費を差し引くと目標とした利益は達成できず、苦しい経営が続いた。渡良瀬川の大洪水を契機としてその河川改修工事のため一時は岩船山の石材の輸送で脚光を浴びたが、コスト削減のため内務省が自前の石材採集と軽便鉄道敷設を行ったことから、経営は衰退していった。

## 歴史
- 1897年（明治30年）3月17日 軌道特許状下付（下都賀郡岩舟村-同郡三鴨村）[3]
- 1898年（明治31年）1月 岩舟人車鉄道株式会社設立[4]
- 1899年（明治32年）11月 竣工。
- 1900年（明治33年）9月1日 開業。
- 1916年（大正5年）5月28日 全線廃止[3]。

## 駅一覧
名称等は運行停止時点のもの。全駅栃木県下都賀郡に所在。
| 駅名                     | 営業キロ | 接続路線                 | 所在地 |
| ------------------------ | -------- | ------------------------ | ------ |
| 岩船山（いわふねさん）   | 0.0      | 鉄道院：両毛線（岩舟駅） | 岩舟村 |
| 不明                     |          |                          |        |
| 小曽戸河岸（こそどかし） | 7.3      |                          | 三鴨村 |

## 輸送・収支実績
| 年度 | 貨物量（トン） | 営業収入（円） | 営業費（円） | 営業益金（円） | その他損金（円） | 貨車 |
| ---- | -------------- | -------------- | ------------ | -------------- | ---------------- | ---- |
| 1908 | 4,960          | 4,514          | 5,787        | ▲1,273         |                  | 32   |
| 1909 | 4,800          | 4,314          | 5,687        | ▲1,373         |                  | 32   |
| 1910 | 6,237          | 4,013          | 4,798        | ▲785           |                  | 32   |
| 1911 | 14,736         | 8,791          | 6,830        | 1,961          | 利子945          | 26   |
| 1912 | 11,423         | 4,045          | 3,747        | 298            | 利子187          | 26   |
| 1913 | 6,194          | 2,121          | 2,507        | ▲386           | 利子10           | 26   |
| 1914 | 9,396          | 3,733          | 3,873        | ▲140           |                  | 18   |
| 1915 | 12,567         | 5,097          | 5,082        | 15             |                  | 18   |
| 1916 | 5,625          | 1,681          | 1,872        | ▲191           |                  |      |

- 鉄道院年報、鉄道院鉄道統計資料各年度版